# Pocky

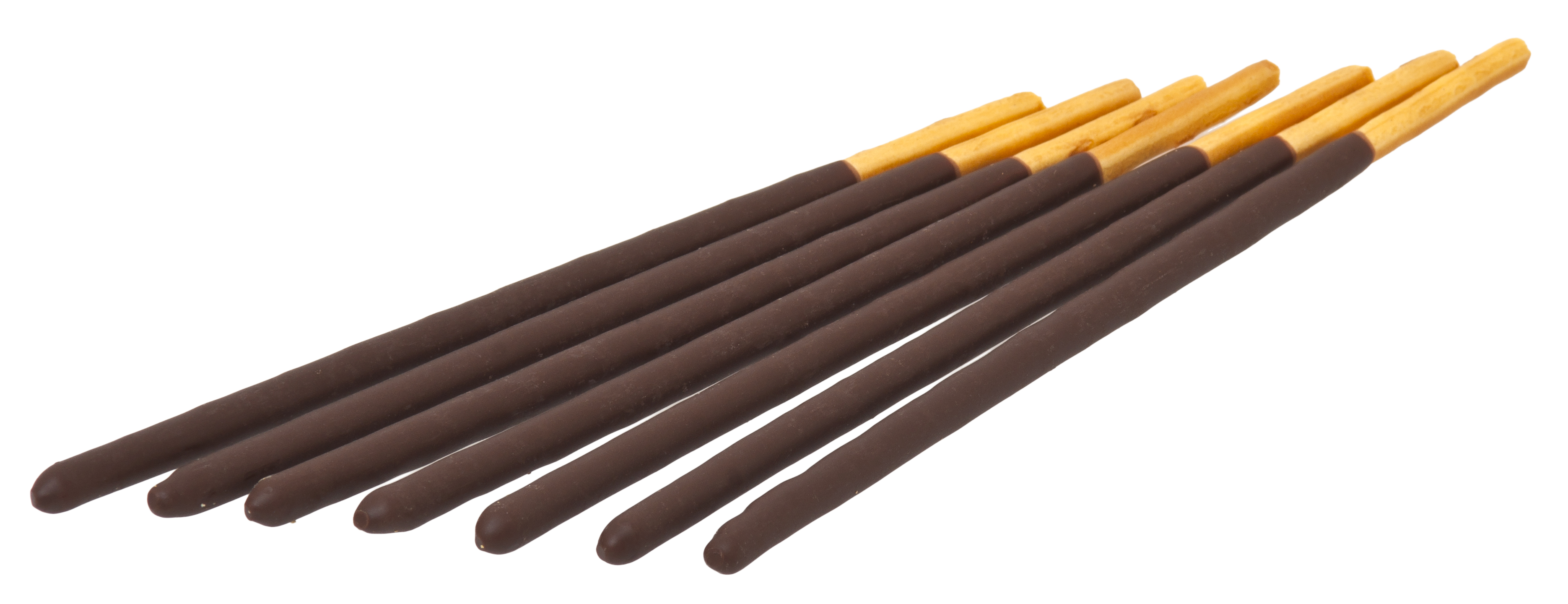
Pocky original de chocolate

Pocky (ポッキー, pokkī) é um tradicional biscoito japonês produzido pela Ezaki Glico desde 1965, o qual consiste em um palito doce coberto com  chocolate ou cobertura de  morango. São criadas também edições especiais além de outros "sabores regionais" como melão, tangerina, kiwi, manga, uva, entre outros, e também existem sabores comemorativos para certos feriados e festivais ocidentais e orientais. Alguns desses sabores estão descritos no site oficial (vide o final do artigo).

## Pocky na Mídia

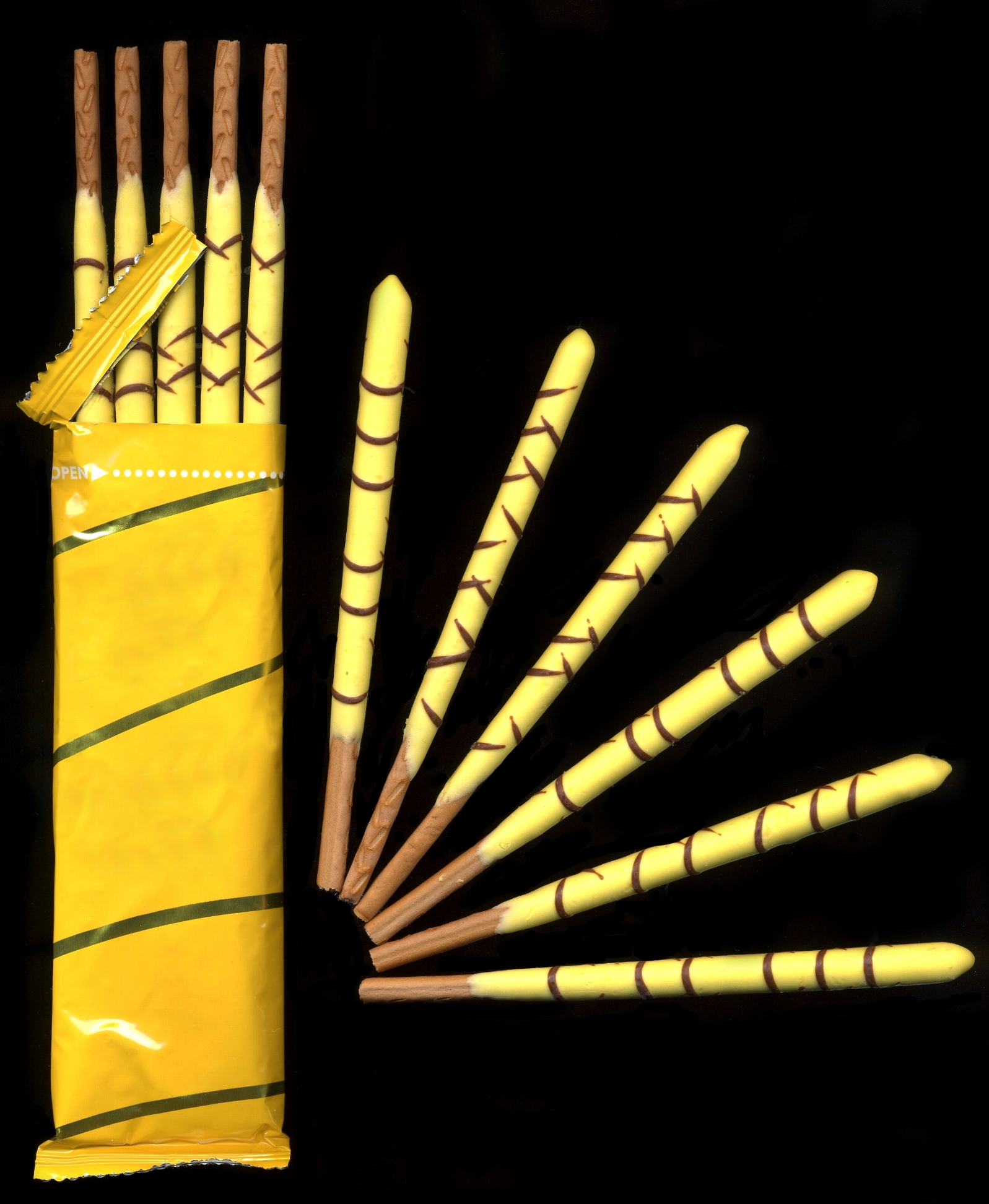
Pocky de Mousse com sabor Custard Fondue

O Pocky atualmente é bastante difundido através da internet, animes (animações japonesas), seriados e novelas do Japão.
Um dos casos mais recentes, é a personagem Sakura Kyoko, do anime "Puella Magi Madoka Magica", onde ela quase sempre tinha na boca um palito de Pocky de Chocolate.

## Pocky no Brasil
Oficialmente, o Pocky não é divulgado no Brasil, mas o produto é comercializado por meio de importação sendo distribuído em lojas de produtos alimentícios típicos japoneses e bairros com grande influência oriental, como a Liberdade (bairro da cidade de São Paulo) e também eventos do gênero.

## Pocky na Europa
Na Europa o Pocky é vendido sob o nome Mikado.
O Mikado é produzido e distribuído desde 1983 por uma joint venture entre a Ezaki Glico e a LU, uma subsidiária da Mondelēz International.